# Дмитряк, Геннадий Александрович
Геннадий Александрович Дмитряк (род. 8 мая 1947, Вена, Австрия) — российский хоровой и оперно-симфонический дирижёр, народный артист России (2018). Художественный руководитель и главный дирижёр Государственной академической хоровой капеллы России имени А. А. Юрлова, художественный руководитель и главный дирижер Государственного академического русского хора им. А.В. Свешникова, профессор кафедры хорового дирижирования Московской государственной консерватории и Российской академии музыки имени Гнесиных.

## Биография
Геннадий Александрович Дмитряк получил образование в Государственном музыкально-педагогическом институте имени Гнесиных и Московской государственной консерватории имени П.И. Чайковского. Его учителями и наставниками были прославленные музыканты В. Попов, В. Минин, А. Юрлов, Л. Гинзбург, К. Кондрашин, Г. Рождественский.
Творческую деятельность начал в 1953 году, создав хор воинской части в Магнитогорске. Более чем полувековой творческий путь дирижера охватывает работу в ведущих отечественных музыкальных коллективах – Московском камерном музыкальном театре под руководством Б.А. Покровского, Московском камерном хоре под управлением В. Минина, Академическом музыкальном театре имени К.С. Станиславского и В.И. Немировича-Данченко, Московском театре «Новая Опера».
С 1981 по 1985 годы работал в Гаване (Куба) преподавателем Высшего института искусств и дирижером созданного им Камерного симфонического оркестра. Также являлся дирижером Большого театра оперы и балета имени Гарсии Лорки. Дирижировал операми «Травиата» Дж. Верди, «Паяцы» Р. Леонкавалло, балетом «Петрушка» И. Стравинского. Сотрудничал с выдающейся кубинской балериной Алисией Алонсо.
В 1991 году создал свой второй хоровой коллектив – Ансамбль солистов «Капелла “Московский Кремль”». За 15 лет деятельности этот хор дал свыше 1 000 концертов, совершил десятки гастрольных поездок по странам Европы – Голландии, Франции, Германии, Швейцарии, Испании, Австрии.
С 2004 года Геннадий Дмитряк – художественный руководитель и главный дирижер Государственной академической хоровой капеллы России имени А.А. Юрлова. Под его руководством Капелла заняла лидирующее место среди музыкальных коллективов страны. Как дирижер, сочетающий хоровое и симфоническое мышление, Геннадий Дмитряк привнес в звучание хора элементы симфонизма. Капелла представляет более 80 концертов, подготовила за последние 10 лет более 250 новых концертных программ.
Богатый репертуар дирижера включает сочинения разных эпох – от музыки эпохи Возрождения до произведений современных композиторов. Среди исполненных сочинений: «Страсти по Матфею», «Страсти по Иоанну», «Магнификат» И.С. Баха, Реквием и Месса c-moll В.А. Моцарта, Маленькая торжественная месса Дж. Россини, Реквием А. Сальери, «Месса танго» Л. Бакалова, «Свадебка» И. Стравинского, Рождественская оратория К. Сен-Санса, «Te Deum» Ж. Бизе, «Кармина Бурана» К. Орфа, оратория «Июльское воскресенье. Севастополь, год 1942» В. Рубина и многие другие.
Под руководством Геннадия Дмитряка состоялись мировые и российские премьеры многих сочинений Дж. Тавенера, Г. Свиридова, Р. Щедрина, А. Чайковского, А. Рыбникова, Ю. Потеенко, А. Караманова, В. Кобекина, А. Ларина, Ю. Эриконы, Е. Подгайца и других.
Дирижер – организатор и художественный руководитель многих всероссийских хоровых фестивалей.
С 2005 года по его инициативе проходит музыкальный фестиваль «Кремли и храмы России», нацеленный на знакомство широкого круга слушателей с русской вокально-хоровой музыкой. Главная идея фестиваля – возрождение традиции исполнения хоровых сочинений отечественных композиторов в аутентичной атмосфере древних исторических памятников России. С фестивальными программами русской духовной музыки Капелла выступала в храмах и кремлях Москвы, Санкт-Петербурга, Ярославля, Пскова, Великого Новгорода, Нижнего Новгорода, Рязани, Казани, Владимира, Углича, Костромы.
Также Геннадий Дмитряк – организатор масштабного музыкального фестиваля «Любовь святая», который в 2009–2017 годах проходил четырежды. Уникальность фестиваля в том, что впервые за многие десятилетия в программах вокально-симфонических концертов дирижеру удалось объединить лучшие профессиональные, студенческие и самодеятельные коллективы. Так в исполнении «Поэмы памяти Сергея Есенина» принял участие сводный хор из более чем 250 артистов; 300 участников профессиональных и студенческих хоров объединились для исполнения Реквиема Дж. Верди. В общей сложности в фестивалях приняли участие свыше 5 000 музыкантов: 20 хоровых коллективов, два симфонических оркестра, более 30 солистов.
В 2019 году Геннадий Дмитряк организовал Фестиваль, посвященный 100-летию Капеллы России имени А.А. Юрлова. Его концерты прошли в Москве, Крыму, Тюмени, Сургуте, Ханты-Мансийске. Три юбилейных гала-концерта в Концертном зале имени П.И. Чайковского, Большом зале Московской консерватории, Московском концертном зале «Зарядье» стали яркими событиями фестивальной программы, транслировались на телеканале «Культура».
В 2021 году по инициативе Геннадия Дмитряка был организован фестиваль к 800-летию Александра Невского. Его концерты с большим успехом прошли в городах, исторически связанных с жизнью святого благоверного князя – в Москве, Санкт-Петербурге, Ярославле, Переславле-Залесском, Великом Новгороде, Усть-Ижоре.
Капелла России имени А.А. Юрлова под управлением Геннадия Дмитряка многократно давала гастрольные концерты в городах Золотого кольца, Поволжья, Урала, Сибири, Крыма, в Санкт-Петербурге, Твери, Екатеринбурге, Новосибирске, Саратове, Казани, Угличе, Набережных Челнах, Магадане, Воткинске, Ижевске, Оренбурге, Нижнем Новгороде, Рязани, Коломне – более чем в 70-ти российских городах. С программами из произведений русской хоровой музыки коллектив знакомил зарубежных слушателей – во Франции, в Польше, Северной Корее, Испании, Греции, Англии, Латвии, Литве, Эстонии, Беларуси, на Украине, на Канарских островах (Испания).
На протяжении 15 лет Капелла под управлением маэстро ежегодно представляла абонементные концерты Московской филармонии, знакомя слушателей с шедеврами русской и западноевропейской классики. Среди них – «Иоанн Дамаскин» С. Танеева, «Весна» и «Три русские песни» С. Рахманинова, «Курские песни» Г. Свиридова, «Нельсон-месса» Й. Гайдна; программы «Вечер оперных шедевров», «Гала-концерт итальянской оперы», «По страницам мюзиклов», «Шедевры западноевропейской хоровой миниатюры», «Хоры без сопровождения Георгия Свиридова», «Всенощное бдение и Литургия святого Иоанна Златоуста Сергея Рахманинова».
Геннадий Дмитряк сотрудничает с ведущими российскими оркестровыми коллективами, привлекая их творческим проектам Капеллы России имени А.А. Юрлова. Это Государственный академический симфонический оркестр России имени Е.Ф. Светланова, Государственный симфонический оркестр «Новая Россия», Государственный академический Большой симфонический оркестр имени П.И. Чайковского, Академический симфонический оркестр Московской филармонии и многие другие.
Дирижер ведет разностороннюю общественную деятельность как член Президиума Всероссийского хорового общества, стоял у истоков возрождения этой музыкальной общественной организации. Уделяет большое внимание развитию детского хорового исполнительства – являлся одним из инициаторов создания 1 000-голосого Детского хора России; выступает председателем и членом жюри всероссийских хоровых фестивалей и смотров, в том числе в Международном детском центре «Артек».
Геннадий Дмитряк осуществил запись и исполнение нового Гимна Российской Федерации, был главным хормейстером Большого сводного хора в дни празднования 60-летия Победы в Великой Отечественной войне на Красной площади и концерта в честь Парада Победы в Москве. В период проведения 4-го форума Альянса цивилизаций ООН в Катаре в декабре 2011 года выступал главным хормейстером всех его культурных программ. Принимал участие в церемонии открытия и культурной программе Паралимпиады Сочи – 2014.
В общей сложности Геннадий Дмитряк выпустил свыше 30 CD-дисков со студийными записями шедевров русской хоровой музыки. Среди них: Реквием А. Шнитке, «Всенощное бдение» С. Рахманинова, «Свадебка» И. Стравинского и «Курские песни» Г. Свиридова. Знаковым событием в работе над созданием фондовых аудиозаписей стала Антология хоровых сочинений Георгия Свиридова, включившая записи всех сочинений композитора для хора a cappella. В 2019 году этот проект стал победителем Международной премии в сфере звукозаписи академической музыки «Чистый звук» (номинация «Хоровые произведения»). С 2021 года Капелла под руководством Геннадия Дмитряка ведет работу над созданием Антологии хоровой музыки Родиона Щедрина.
В 2020 году Геннадий Дмитряк возглавил Государственный академический русский хор имени А.В. Свешникова, в кратчайший срок вывел его в ряды ведущих хоровых коллективов страны. В 2021 году под руководством дирижера с огромным успехом состоялся юбилейный, посвященный 85-летию Госхора концерт коллектива в Большом зале консерватории. В марте – мае 2022 года организовал Музыкальный фестиваль Капеллы России имени А.А. Юрлова и Государственного хора имени А.В. Свешникова, на котором прозвучали произведение русской и зарубежной музыки, написанные для двух хоров.
Геннадий Дмитряк совмещает концертную деятельность с педагогической в должности профессора кафедр хорового дирижирования Московской государственной консерватории имени П.И. Чайковского и Российской академии музыки имени Гнесиных. Среди его учеников – победители и лауреаты всероссийских и международных конкурсов хоровых дирижеров.
За многолетнюю плодотворную деятельность и вклад в развитие отечественной культуры Указом Президента России Д.А. Медведева от 14 июня 2010 года Геннадий Дмитряк награжден медалью ордена «За заслуги перед Отечеством» II степени. Работа дирижера в области пропаганды лучших образцов русской духовной музыки, сохранения и преумножения христианских ценностей в современном обществе отмечена наградами Русской Православной Церкви – орденом святого благоверного князя Даниила Московского (2012), медалью «Славы и Чести» I степени (2017), орденом святого благоверного князя Александра Невского III степени (2022).
Указом Президента России В.В. Путина № 118 от 26 марта 2018 года за большие заслуги в области музыкального искусства Г.А. Дмитряку присвоено почетное звание народного артиста Российской Федерации.

## Награды
- Заслуженный деятель искусств Российской Федерации (1997)
- Медаль ордена «За заслуги перед Отечеством» II степени (2010)
- Орден святого благоверного князя Даниила Московского (2012)
- Медаль «Славы и Чести» I степени (2017)
- Народный артист Российской Федерации (2018)
- Орден святого благоверного князя Александра Невского III степени (2022)